# Culebrita
Culebrita (spanisch Isla Culebrita, zu deutsch „kleine Schlange“) ist eine kleine unbewohnte Insel östlich der Insel Culebra im Osten von Puerto Rico. Gemeinsam mit der Insel Cayo Botella an ihrer nordwestlichen Seite gehört Culebrita verwaltungsmäßig zum östlichen Barrio Frailes der Gemeinde Culebra. 
Die etwa 1,6 km lange Insel in Form eines Ambosses, die zu einem Archipel rund um Culebra gehört, ist komplett zum Naturschutzgebiet erklärt worden. Hier befindet sich als einziges Bauwerk ein Leuchtturm, der im Jahre 1886 von der spanischen Krone erbaut wurde. 
Auf der Koralleninsel gibt es sechs Strände, von denen der Playa Tortuga („Schildkrötenstrand“) der größte ist; sie ist nach den hier heimischen Wasserschildkröten benannt.
Im Osten befinden sich zahlreiche große Gezeitentümpel.

## Karten

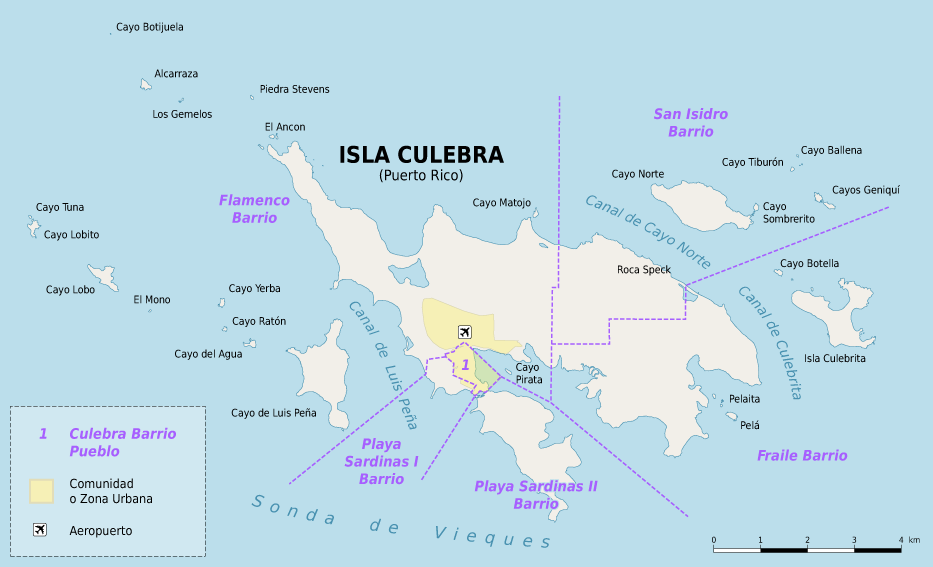
Culebrita als östlichste Insel der Gemeinde Culebra
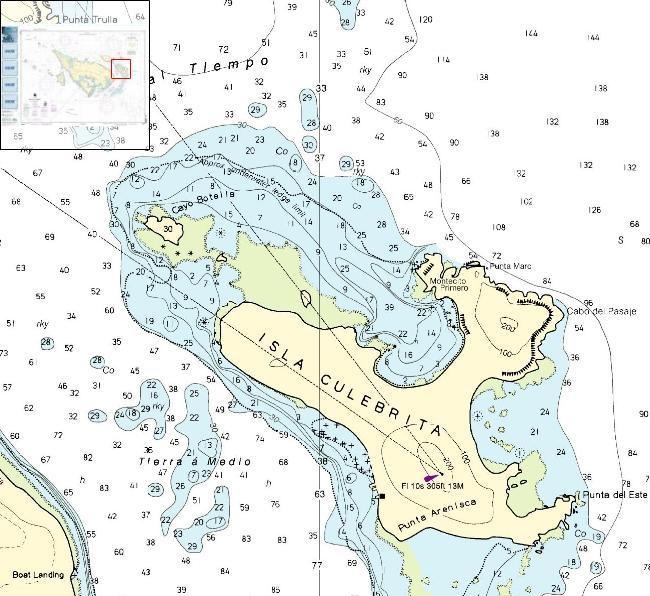
Seekarte von Culebrita, mit Cayo Botella im Nordwesten